# バスケットボール・アリーナ
バスケットボール・アリーナ (Basketball Arena) は、ロンドンのタワーハムレッツ特別区にあったオリンピック・パーク内のバスケットボール競技施設。
ロンドンオリンピックのバスケットボール競技およびハンドボール競技の準決勝と決勝の試合を催し、12,000人の観客を収容。また同年のロンドンパラリンピックでは車椅子バスケットボールと車椅子ラグビーを開催し、10,000人の観客の収容に対応する。また、オリンピックの開閉会式時に選手らの待機場所としても使用された。
アリーナのコンセプトデザインは2008年6月に承認され、計画の申請届は同年11月に提出された。五輪終了後に移築が計画されている一時的な施設としては、歴代五輪施設の中で最大の建築物である。ロンドンオリンピック閉幕後は2014年コモンウェルスゲームズと2016年夏季オリンピックでも使用される予定である。

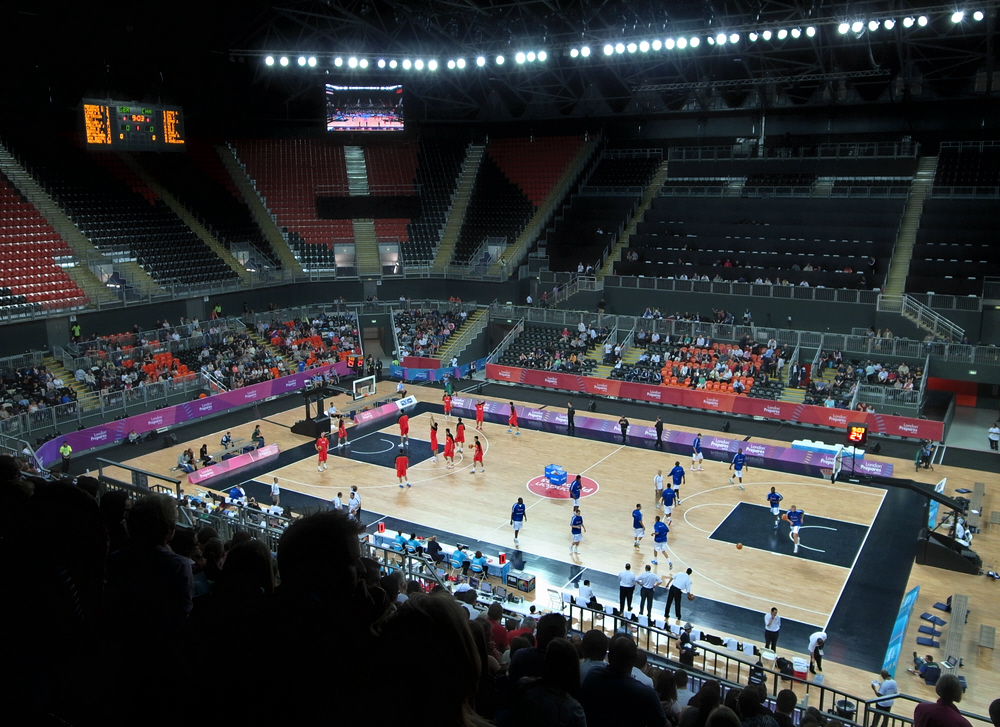
ロンドン国際バスケットボールインヴィテーショナル開催中のバスケットボール・アリーナ内の様子

2008年10月上旬の時点では、バスケットボール・アリーナに代わって、ウェンブリー・アリーナが2012年のオリンピックのバスケットボールトーナメント予選の代替会場として使用されるだろうと推測されていた。こうして9000万ポンドの経費節減が見込まれたが、結局は当初の計画通り、ストラトフォードに新しいアリーナが建設されることが2009年3月に確定した。
2009年10月下旬、建設予定地で準備作業が始まり、グラスゴーを拠点とするBarr Constructionが2010年の春にメインアリーナの建設に着手するだろうと発表された工期は15ヶ月間で、2011年6月に竣工した。
大会後は取り壊され、Slick Seatingのサイトで実際に使用した座席を販売していた。